# Stanisław Falkowski (1916–2004)
Stanisław Józef Falkowski (ur. 19 marca 1916 w Filipach, zm. 1 kwietnia 2004 w Łomży) – polski duchowny katolicki, Sprawiedliwy wśród Narodów Świata.

## Życiorys
Został wyświęcony na kapłana w sierpniu 1940 przez ks. bpa Stanisława Łukomskiego. W czasie wojny pracował jako pomocnik proboszcza w Wyszkach oraz jako wikariusz w Nowych Piekutach i Kuczynie. Od maja 1945 do października 1946 tymczasowy administrator w parafii Jasienica (ks. Falkowski ukrywał na plebanii rannego Leona Lecha Beynara), a następnie wikariusz w Brokach nad Bugiem, w Łapach a później, w latach 1948–1950, w Zambrowie. Po przerwie, spowodowanej pobytem w więzieniu (aresztowanie 4 stycznia 1950, wyjście na wolność 4 lipca 1952), był wikariuszem w Kobylinie, a potem przez 13 lat proboszczem w Nowych Chlebiotkach. Po zawale spędził trzy lata na emeryturze w Łysych, a następnie został proboszczem w Klukowie. W 1995 wydał własnym sumptem wspomnienia pt. Tak Ojcze. 50 lat kapłaństwa w czasach niełatwych (1940–1990).
W 1977 uhonorowany tytułem Sprawiedliwy wśród Narodów Świata. W czasie wojny udzielił schronienia Józefowi Fajwiszysowi i pomógł mu uzyskać dokumenty na nazwisko Józef Kutrzeba.